# Kartódromo Ayrton Senna (Campo Grande)
O Kartódromo Ayrton Senna foi inaugurado em 1989 na cidade de Campo Grande no estado de Mato Grosso do Sul e localiza-se no bairro Cidade Morena e pertence a Federação de Automobilismo de Mato Grosso do Sul.

## História
Já foi sede do Campeonato Brasileiro de Kart em duas oportunidades - 1991 e 1995, além de uma Copa Brasil de Kart Infantil. A pista foi responsável pela formação de talentos do kartismo e automobilismo brasileiro, como os ex-kartistas Alex Bachega, campeão sul-americano em 1993 e Karlos Fernandes, bicampeão brasileiro em 94 e 95. Além deles, Hoover Orsi, campeão sul-americano de Fórmula 3 em 1999, começou a correr neste circuito. 
Em 2000 foram realizadas obras de infra-estrutura na área de boxes e também no piso do circuito, que foi recapeado com concreto. Porém, com o passar dos anos, a pista voltou a receber críticas dos pilotos e frequentadores do local.

## Características
- Extensão: 831m de comprimento por 7m de largura;[2]
- Sentido: Horário;[2]
- Boxes: 48 fechados e 52 abertos;
- Público: arquibancada para 1500 pessoas e paddock vip com acomodação para 1.000 Pessoas;
- Estacionamento: 80 Vagas p/ ônibus e caminhões de equipes, 120 vagas de carros de equipes e 400 vagas de carro para o público;
- Infra-estrutura: possui restaurante e lanchonete;